# Camelobaetidius tantillus
Camelobaetidius tantillus is een haft uit de familie Baetidae. De wetenschappelijke naam van de soort is voor het eerst geldig gepubliceerd in 1924 door Needham & Murphy.
De soort komt voor in het Neotropisch gebied.